# Maskell
Maskell és una població dels Estats Units a l'estat de Nebraska. Segons el cens del 2000 tenia 67 habitants.

## Demografia
Segons el cens del 2000, Maskell tenia 67 habitants, 24 habitatges, i 18 famílies. La densitat de població era de 172,5 habitants per km².
Dels 24 habitatges en un 33,3% hi vivien nens de menys de 18 anys, en un 70,8% hi vivien parelles casades, en un 4,2% dones solteres, i en un 25% no eren unitats familiars. En el 25% dels habitatges hi vivien persones soles el 16,7% de les quals corresponia a persones de 65 anys o més que vivien soles. El nombre mitjà de persones vivint en cada habitatge era de 2,79 i el nombre mitjà de persones que vivien en cada família era de 3,39.
Per edats la població es repartia de la següent manera: un 31,3% tenia menys de 18 anys, un 7,5% entre 18 i 24, un 17,9% entre 25 i 44, un 28,4% de 45 a 60 i un 14,9% 65 anys o més.
L'edat mediana era de 38 anys. Per cada 100 dones de 18 o més anys hi havia 84 homes.
La renda mediana per habitatge era de 40.000 $ i la renda mediana per família de 53.750 $. Els homes tenien una renda mediana de 72.917 $ mentre que les dones 72.500 $. La renda per capita de la població era de 24.906 $. Aproximadament el 10,5% de les famílies i el 7,1% de la població estaven per davall del llindar de pobresa.

## Poblacions més properes
El següent diagrama mostra les poblacions més properes.